# 2013 у футболі
Нижче наведені футбольні події 2013 року у всьому світі.

## Події
- У ПАР відбувся двадцять дев'ятий кубок африканських націй, перемогу на якому здобула збірна Нігерії.
- 5 — 18 січня — Бахрейн приймав Кубок націй Перської затоки. Вдруге переможцями стали ОАЕ. Срібло вибороли іракці, Бронза опинилася у Кувейту.
- 18 — 27 січня — розіграш Центральноамериканського кубку у Коста-Риці. Господарі турніру здобули перемогу, яка стала сьомою у їх історії.

## Національні чемпіони
УЄФА
- Англія: Манчестер Юнайтед
- Бельгія: Андерлехт
- Греція: Олімпіакос (Пірей)
- Данія: Копенгаген
- Італія: Ювентус
- Іспанія: Барселона
- Нідерланди: Аякс (Амстердам)
- Німеччина: Баварія (Мюнхен)
- Португалія: Порту
- Росія: ЦСКА (Москва)
- Сербія: Партизан
- Туреччина: Галатасарай
- Україна: Шахтар (Донецьк)
- Франція: Парі Сен-Жермен
- Хорватія: Динамо (Загреб)
- Швейцарія: Базель
- Шотландія: Селтік